# Nadjib Ghoul
Nadjib Ghoul (sinh ngày 12 tháng 9 năm 1985 ở El Harrach, Algiers) là một cầu thủ bóng đá người Algérie. Hiện tại anh thi đấu cho USM Bel-Abbès ở Giải bóng đá hạng nhất quốc gia Algérie.

## Sự nghiệp câu lạc bộ
Ngày 7 tháng 8 năm 2011, Ghoul ký bản hợp đồng 2 năm cùng với NA Hussein Dey.